# Куортане
Куортане (фин. Kuortane) — община в провинции Южная Остроботния, Финляндия. Общая площадь территории — 484,89 км², из которых 22,72 км² — вода.

## История
20 августа (1 сентября) 1808 года, в ходе русско-шведской войны 1808—1809 гг., при Куортане произошло сражение между шведскими войсками под началом генерала Адлеркрейца и частями русской императорской армии под командованием графа Каменского.

## Демография
На 31 января 2011 года в общине Куортане проживают 3935 человек: 2006 мужчин и 1929 женщин.
Финский язык является родным для 99,16 % жителей, шведский — для 0,05 %. Прочие языки являются родными для 0,79 % жителей общины.
Возрастной состав населения:
- до 14 лет — 15,2 %
- от 15 до 64 лет — 59,31 %
- от 65 лет — 25,69 %

Изменение численности населения по годам:
| Год  | Численность |
| ---- | ----------- |
| 1980 | 5004        |
| 1990 | 4863        |
| 2000 | 4457        |
| 2010 | 3943        |
| 2011 | 3935        |

## Известные уроженцы
- Клеметти, Хейкки (1876—1953) — финский композитор, музыкант, музыкальный критик, родоначальник Финской школы хоральной музыки.